# カダクロス
カダクロス（Cadacross）は1997年に結成されたフィンランドのメロディックデスメタル/シンフォニックデスメタルバンドである。2005年に活動を休止した。

## 概要
結成当初はカーカスなどの影響を受けた正統派デスメタルバンドだったが、同じ年に結成された同郷のヴァイキング・メタルバンド・チュリサスの中心人物のマティアス・ニーゴルド（カダクロスではキーボード担当）の加入によりシンフォニックメタル色、ヴァイキングメタル色が強くなったと言われる。2001年にファーストアルバムの『So Pale Is the Light』をロー・フリークエンシー・レコードからリリース後、中心人物のゲオルグ・ラークソを除くメンバーが入れ替わった。2002年のセカンドアルバム『Corona Borealis』は日本国内盤が発売された。カダクロスで活動したメンバーは、マティアス・ニーゴルド脱退後も、中心人物のゲオルグ・ラークソを含め、チュリサスで同時に音楽活動をしていた者が多く、音楽性もチュリサスや他のヴァイキングメタル系バンドにも通じる、擦弦楽器や女性ボーカルを随所に取り入れた勇壮なメロディが特徴である。『Corona Borealis』の6曲目「Flaming Ember」は、アルバムを聞いたリスナーからチルドレン・オブ・ボドムの曲調と似ているといわれる事もあるが、カダクロスのメンバー自身によれば、特別に意識した訳ではないという。
2005年にゲオルグ・ラークソが交通事故により重傷を負い、後遺症として下半身や手に麻痺が残り、ギタリストとしての活動を継続できなくなったことから、カダクロスの活動は休止状態となり、チュリサス在籍のメンバーはそちらでの活動に軸足を移した。ゲオルグ・ラークソはその後も自宅スタジオでの作曲など音楽活動を続けているという。

## メンバー

### 活動休止時のメンバー
- サミ・アールニオ (Sami Aarnio) - ボーカル

チュリサスにはベースとして参加していた。
- ニーナ・ラークソ (Nina Laakso) - 女性ボーカル

ゲオルグ・ラークソの妹。
- ゲオルグ・ラークソ (Georg Laakso) - ギター/ボーカル

チュリサスにギターとして参加していた。
- ティノ・アホラ (Tino Ahola) - ギター

チュリサスにサミ・アールニオの後任としてベースとして参加していた。
- ユッカ＝ペッカ・ミエッティネン (Jukka-Pekka Miettinen) - ベース

エンシフェルムなどで活動。
- アンティ・ヴェントラ (Antti Ventola) - キーボード

チュリサスにもキーボードとして参加していた。
- キモ・ミエッティネン (Kimmo Miettinen) - ドラムス

ユッカ＝ペッカ・ミエッティネンの兄。エンシフェルムなどで活動。

### 旧メンバー
- トミ・サーリ (Tommi Saari) - ギター
- ヤルッコ・レンメッティ (Jarkko Lemmetty) - ベース
- マティアス・ニーゴルド (Mathias Nygård) - キーボード

チュリサスではボーカル、作詞作曲を担当する中心メンバー。
- ヤンネ・サロ (Janne Salo) - ドラムス

### ゲストメンバー
- ヤリ・マーエンパー (Jari Mäenpää) - ギターソロ

2002年当時はエンシフェルムのメンバー。『コロナ・ボレアリス』にゲスト参加し「Bring Out Your Dead」のギターソロを担当。
- ユッカ・サロ (Jukka Salo) - ボーカル（クリーンボイス）

『コロナ・ボレアリス』日本盤のボーナストラックである「Wreath of Seven Stars, クリーンボーカルVer」のVoを担当。
- リク・イリタロ (Riku Ylitalo) - アコーディオン

チュリサスにもゲストメンバーとして参加していた。

## ディスコグラフィ

### アルバム
- So Pale Is the Light (2001)
- Corona Borealis (2002) - 日本盤『コロナ・ボレアリス』

### デモ
- Power of the Night (1997)
- Bloody Way (1998)